# جوناثان مينساه
جوناثان مينساه (بالإنجليزية: Jonathan Mensah)‏ (مواليد 13 يوليو 1990 في أكرا، غانا) لاعب كرة قدم غاني يلعب حاليًا لصالح نادي كولومبوس كرو الأمريكي في مركز قلب الدفاع.

## روابط خارجية
- جوناثان مينساه على موقع الاتحاد الدولي (مؤرشف)  (الإنجليزية)
- جوناثان مينساه على موقع رابطة كرة القدم الفرنسية للمحترفين (الإنجليزية)
- جوناثان مينساه على موقع الدوري الأمريكي (الإنجليزية)
- جوناثان مينساه على موقع قاعدة بيانات كرة القدم.إي يو (الإنجليزية)
- جوناثان مينساه على موقع ناشيونال فوتبول تيمز (الإنجليزية)
- جوناثان مينساه على موقع Soccerbase.com (لاعب) (الإنجليزية)
- جوناثان مينساه على موقع Soccerway.com (الإنجليزية)
- جوناثان مينساه على موقع عالم كرة القدم.نت (الإنجليزية)
- جوناثان مينساه على موقع كووورة
- جوناثان مينساه على موقع AS.com (الإسبانية)